# Soltész Nagy Kálmán utca 1. és 2. (Miskolc)
A Soltész Nagy Kálmán utca 1. és 2. számú,  szimmetrikus kialakítású bérházak Miskolcon, a Zsolcai kapu és a Soltész Nagy Kálmán utca sarkain épültek 1927 és 1929 között.

## Története
Miskolc városvezetése a 19. század végén készíttette el azt a városfejlesztési tervét, amelynek egyik fontos eleme volt a belváros, főleg a Széchenyi utca tehermentesítése az átmenő forgalom alól. Ennek érdekében felvetődött egy északi és egy déli tehermentesítő útvonal létesítése (ez csak a 20. század utolsó harmadában valósult meg), valamint egy új főút kialakítása, nagyvárosias épületekkel. A tervek szerint a Soltész Nagy Kálmán utca és a Zsolcai kapu alkotta volna az új centrális teret, ezen belül pedig a Rudolf gyalogsági laktanya. A laktanya 1887–1889 között épült, a bécsi Hirshel-Bachrach cég kivitelezésében, és a nevét a nem sokkal korábban elhunyt Rudolf trónörökösről az akkor polgármester, Soltész Nagy Kálmán javaslatára nyerte el. A Soltész Nagy Kálmán utca északi irányban éppen a laktanyára futott ki, a laktanya előtt kis térséggel és az 1927-ben átadott 10-es honvédek szobrával.
A város tervpályázatot írt ki két iker bérház építésére, a Soltész Nagy Kálmán utca nyugati és keleti oldalára, a Zsolcai kapuval alkotott sarkokra, és az Angol-Magyar Bank ajánlatát fogadták el. Érdekesség, hogy az építkezés hitelben történt, a fedezetet az úgynevezett Speyer-kölcsön biztosította. A szerződés szerint a városnak 25 év alatt kellett (volna) törleszteni a kölcsönt, és az építkezés során törekedni kellett helyi építési vállalkozók, munkaerő és termékek alkalmazására. Az építkezés 1927 és 1929 között tartott, a kivitelező a Block és Stimm cég volt. Az épületlakatos munkákat négy miskolci vállalkozás végezte. Az építkezést kiemelt figyelemmel kísérte a helyi sajtó, tudósításaikból tudható, hogy kétmillió téglát és 120 000 tetőcserepet használtak fel, amit a Miskolci Gőztéglagyár szállított, és leraktak 100 000 padlóburkoló betonlapot. Az építkezéseken 100–120 kőműves és 150–180 segédmunkás dolgozott naponta. A háromemeletes bérházak hetven két-, három- és négyszobás lakásokat tartalmaztak, és 1929-ben adták át (az utcában a Miskolci Bányakapitányság épülete ekkor már állt, és az 1. szám déli szekciója ehhez illeszkedett). A házak földszintjén üzleteknek biztosítottak helyet (Mayer kávéház, fűszerbolt, vendéglő, posta, fodrászat, dohánybolt). Ezek közül a 2. szám alatti Szent István Gyógyszertár működött a legtovább, de mára (2017) ez is bezárt, pedig a berendezése értékes.

## Leírása
A két saroképület első pillantásra teljesen szimmetrikus kialakításúnak tűnik, de számos eltérés is felfedezhető közöttük. Mindkettő háromemeletes, a sarkokon azonos kialakítású sarokrizalitok vannak, amelyek tetején toronyszerű kialakítású, négyzetes alapon kör alakú kupolák ülnek. A harmadik emelet ablakai és a földszinti üzletportálok félköríves záródásúak, az első és a második emeleten egyenes záródásúak. A sík homlokzatokat váltakozóan háromoldalú zárt vagy nyitott erkélyek, loggiák díszítik. A nyitott erkélyek előtt kovácsoltvas korlát helyezkedik el. A földszinti részeken terméskő lábazat helyezkedik el. Az eltelt évtizedek alatt az épületek külső állaga nagyon leromlott, csak az 1. szám északi homlokzatát újították fel. A két házban kialakított lakások minősége, kialakítása a korabeli színvonalat jóval meghaladta, ma is jól lakhatók. A földszinti üzlethelyiségekben – többek között – használtruha-bolt, fodrászat, háztartásigép- és tv-szerviz működik, de néhány üresen áll, a Szent István Gyógyszertár pedig a legutóbbi években bezárt. A lakásokban több vállalkozás is működik.
Az 1. számú házban élt és alkotott Mazsaroff Miklós festőművész.

## Képek

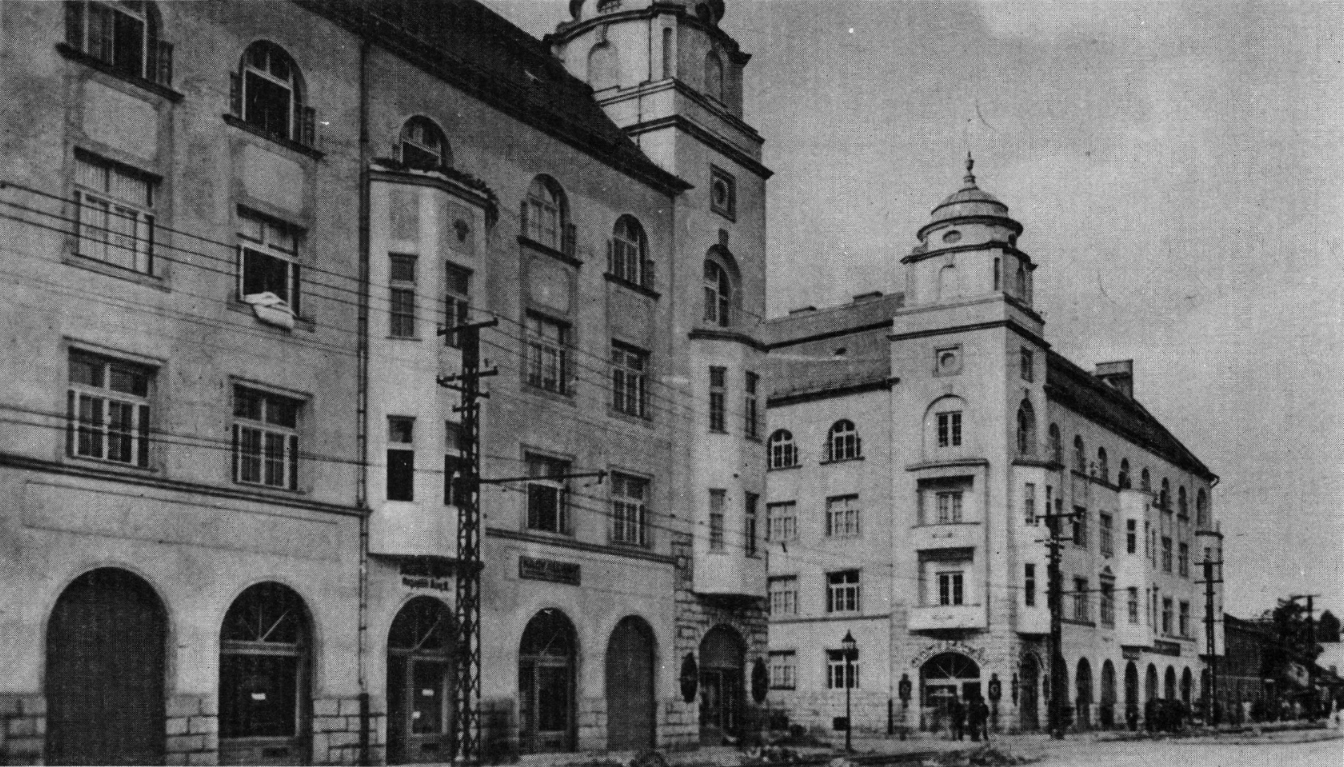
A két bérház 1930-ban…
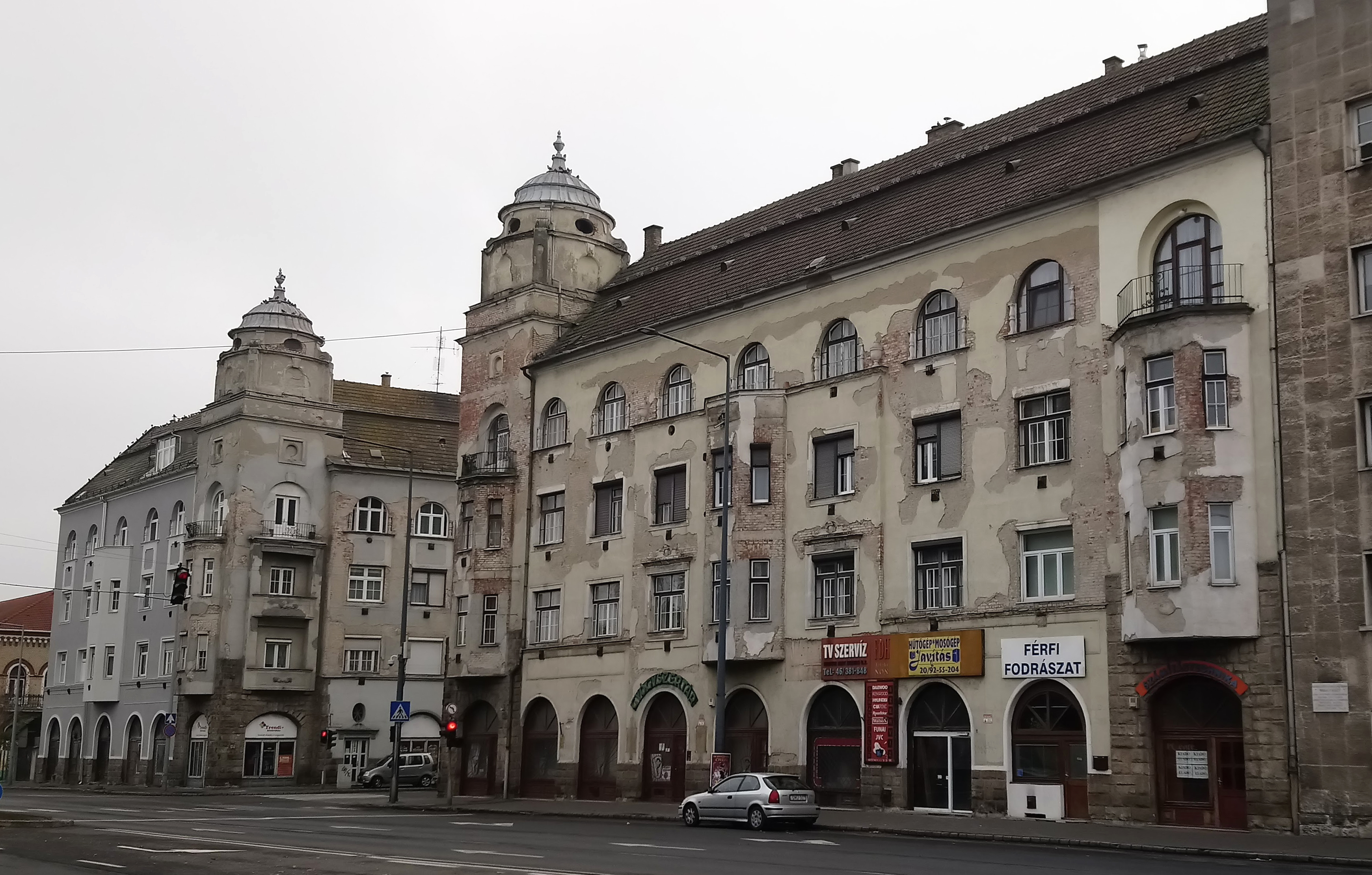
…és 2017-ben
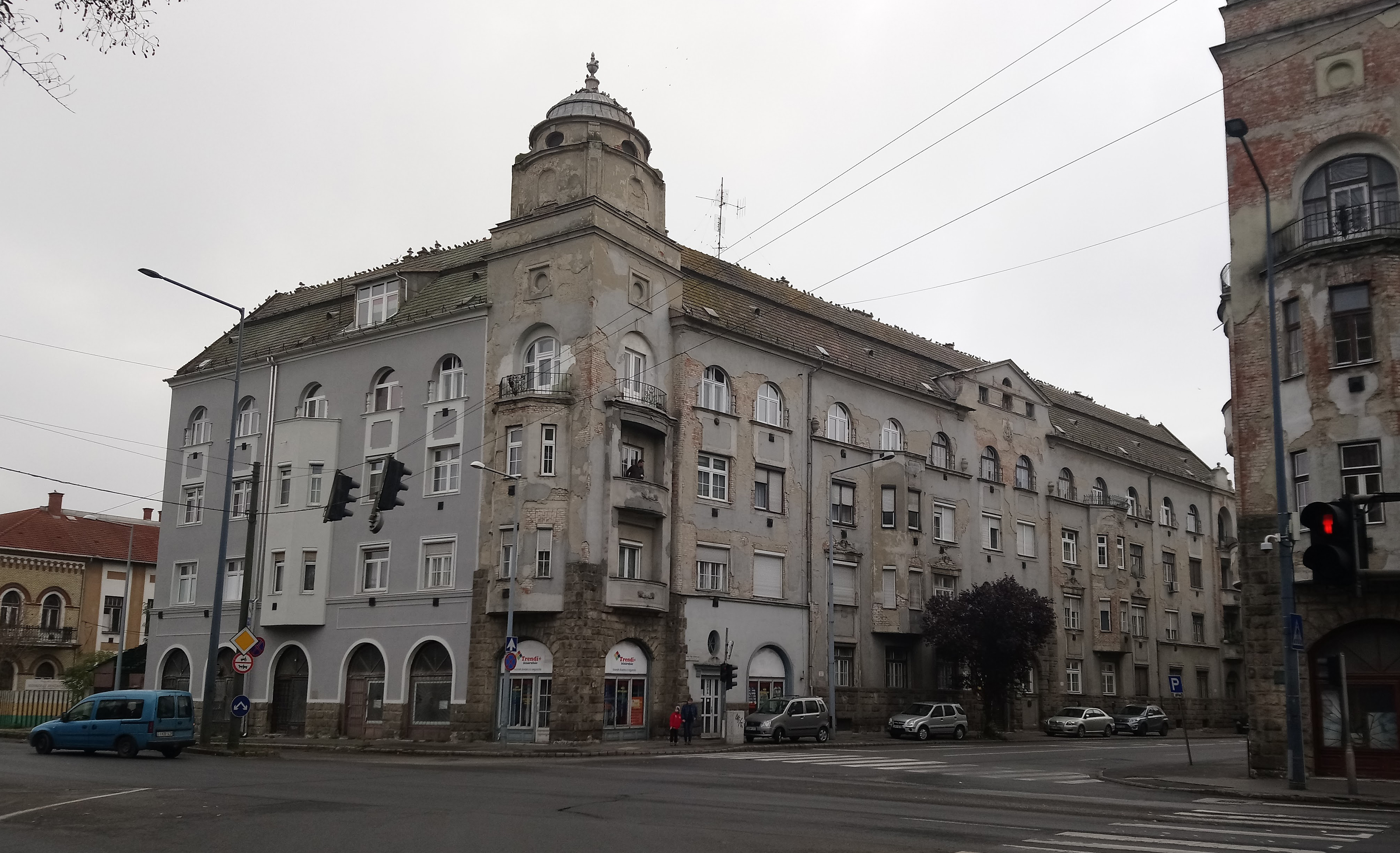
Az 1. számú épület
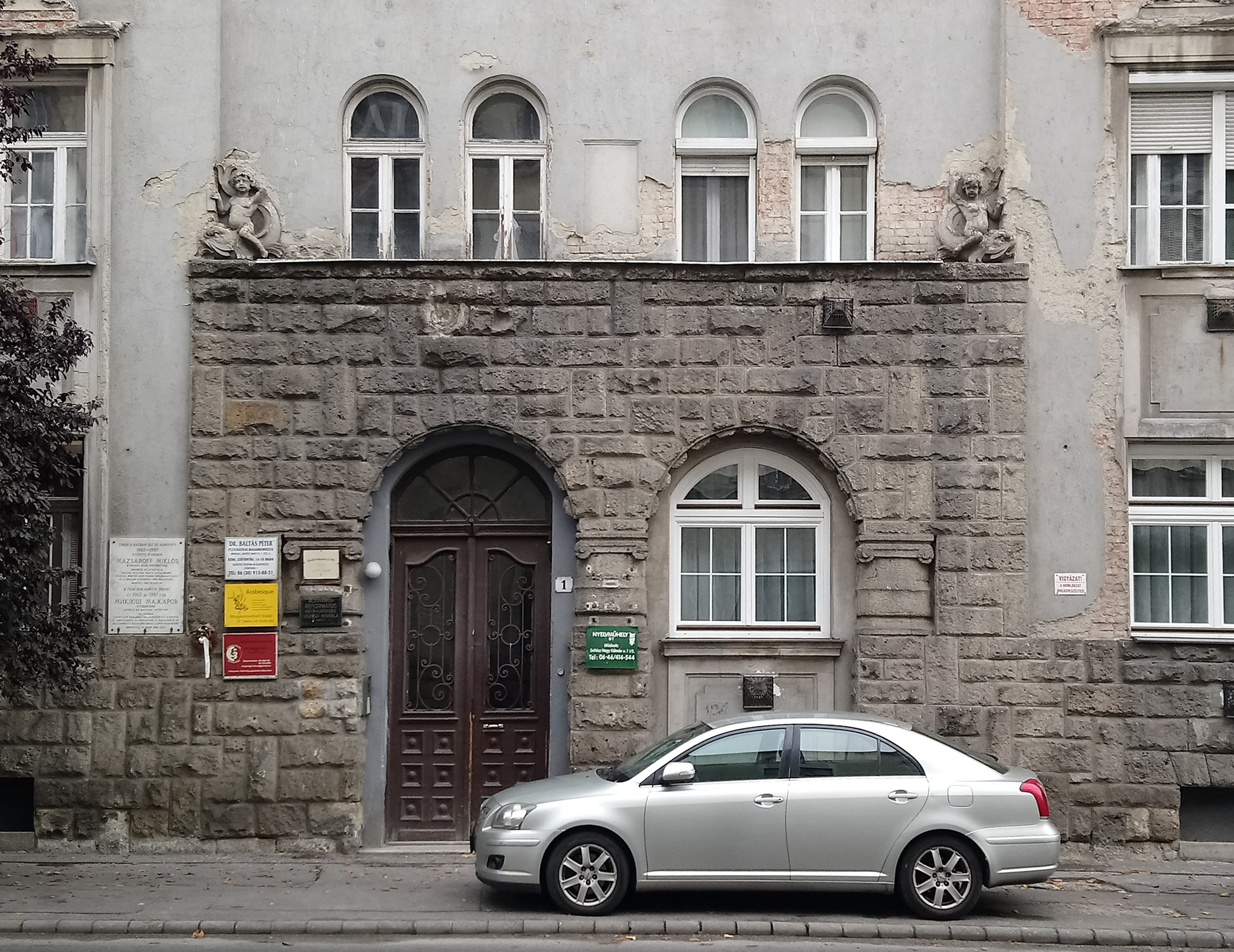
Az 1. szám bejárata
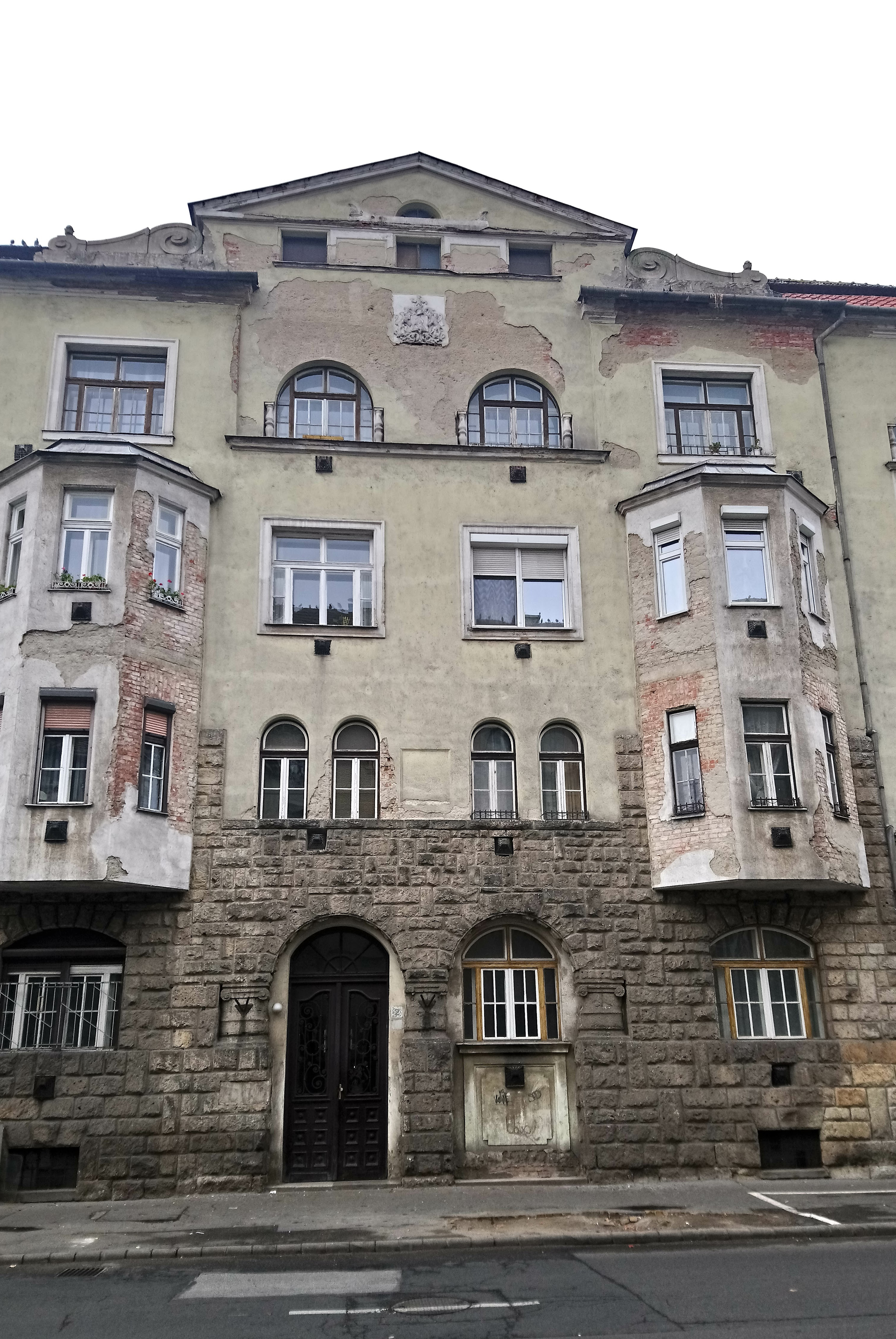
A 2. szám bejárata
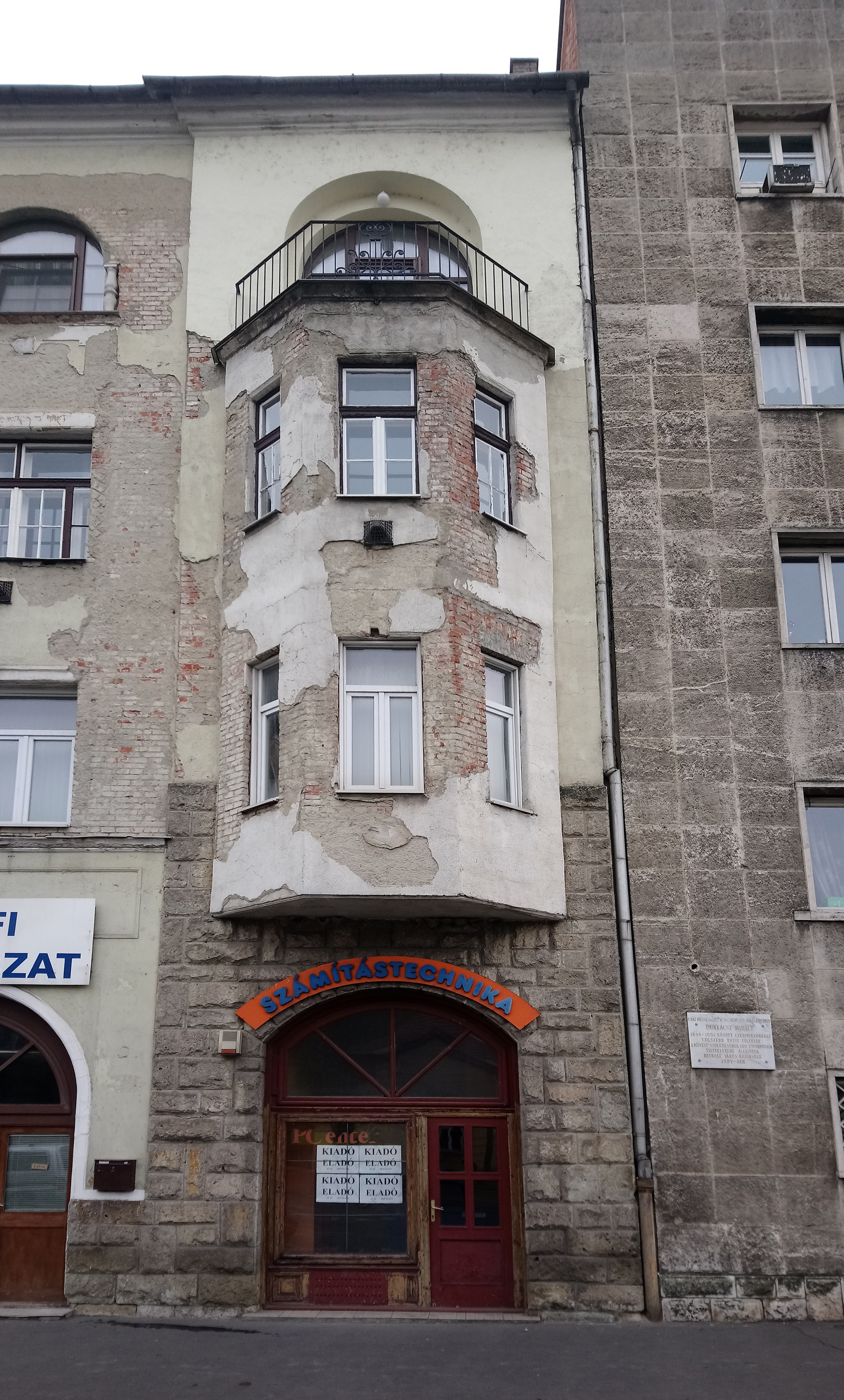
Zárt erkély a 2. szám Zsolcai kapui oldalán
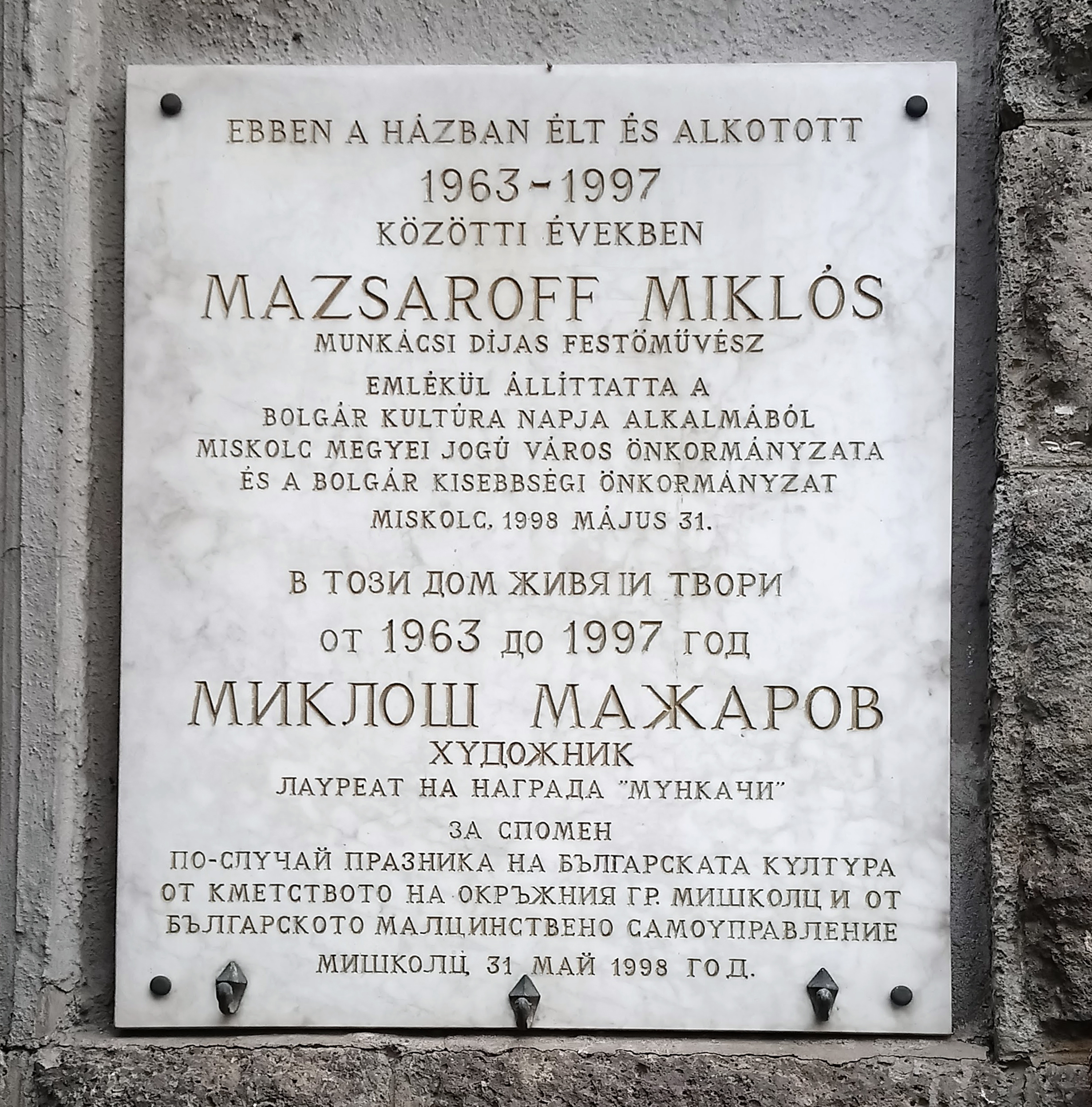
Mazsaroff Miklós emléktáblája az 1. számú házon
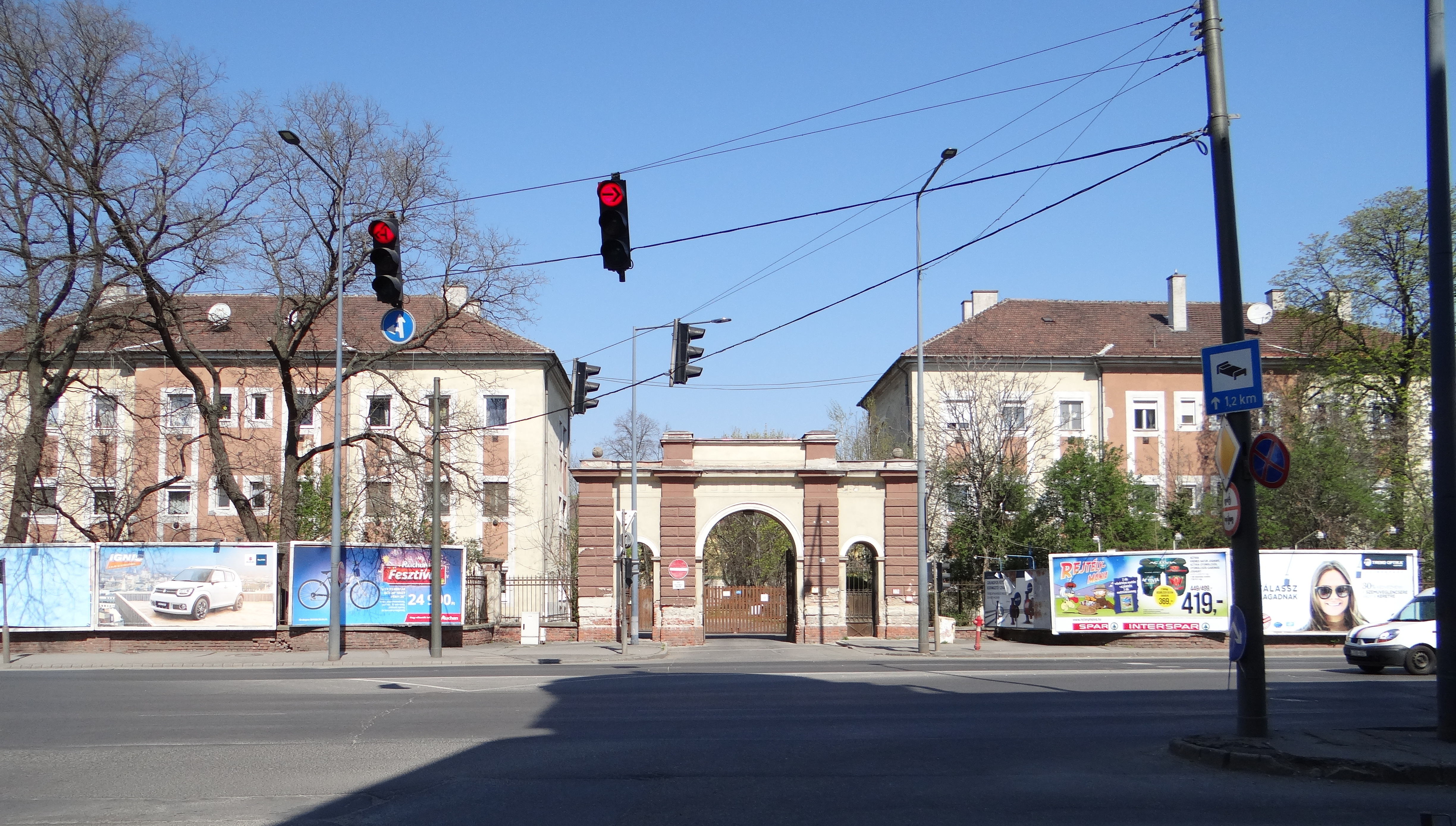
A Rudolf laktanya bejárata (2017)
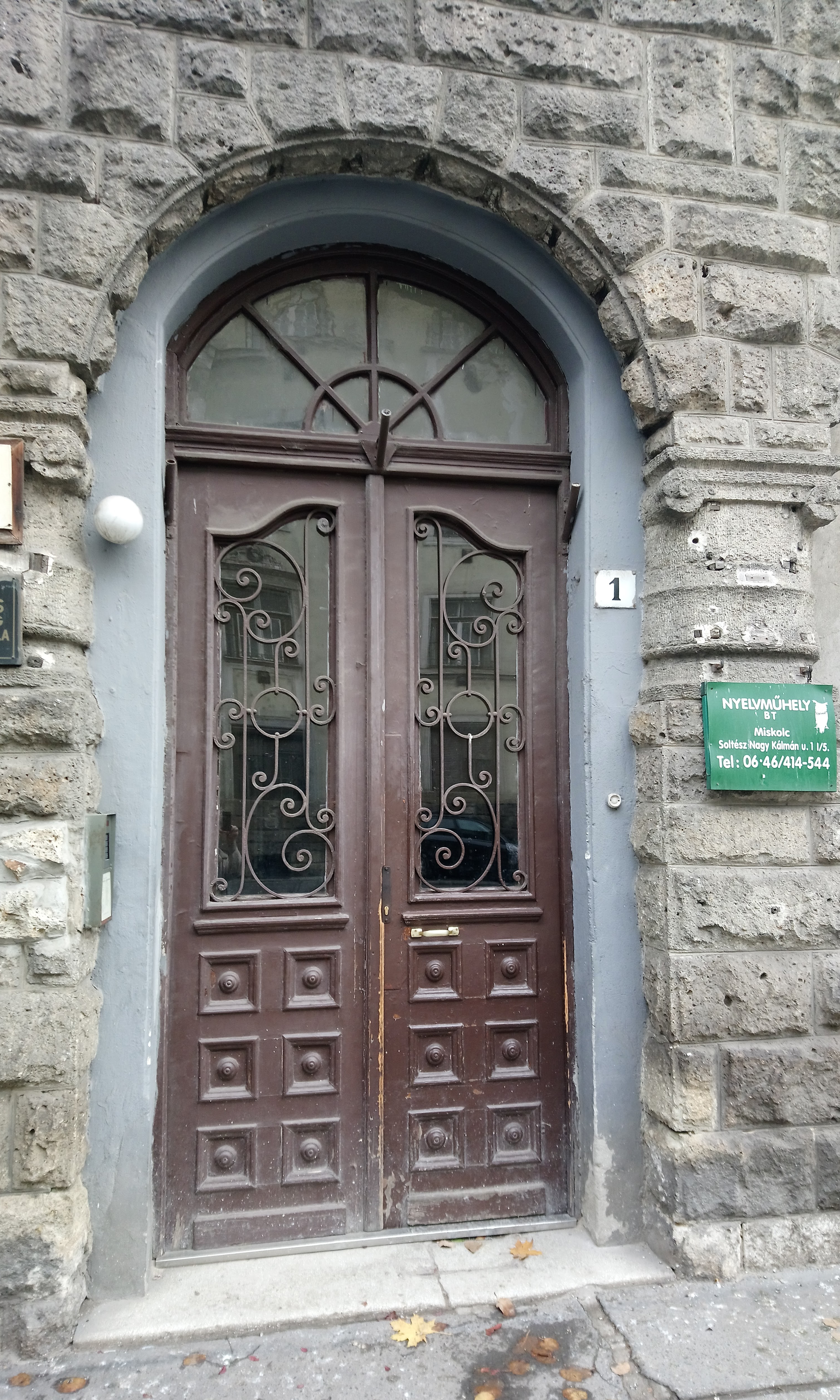
Az 1. szám bejárata
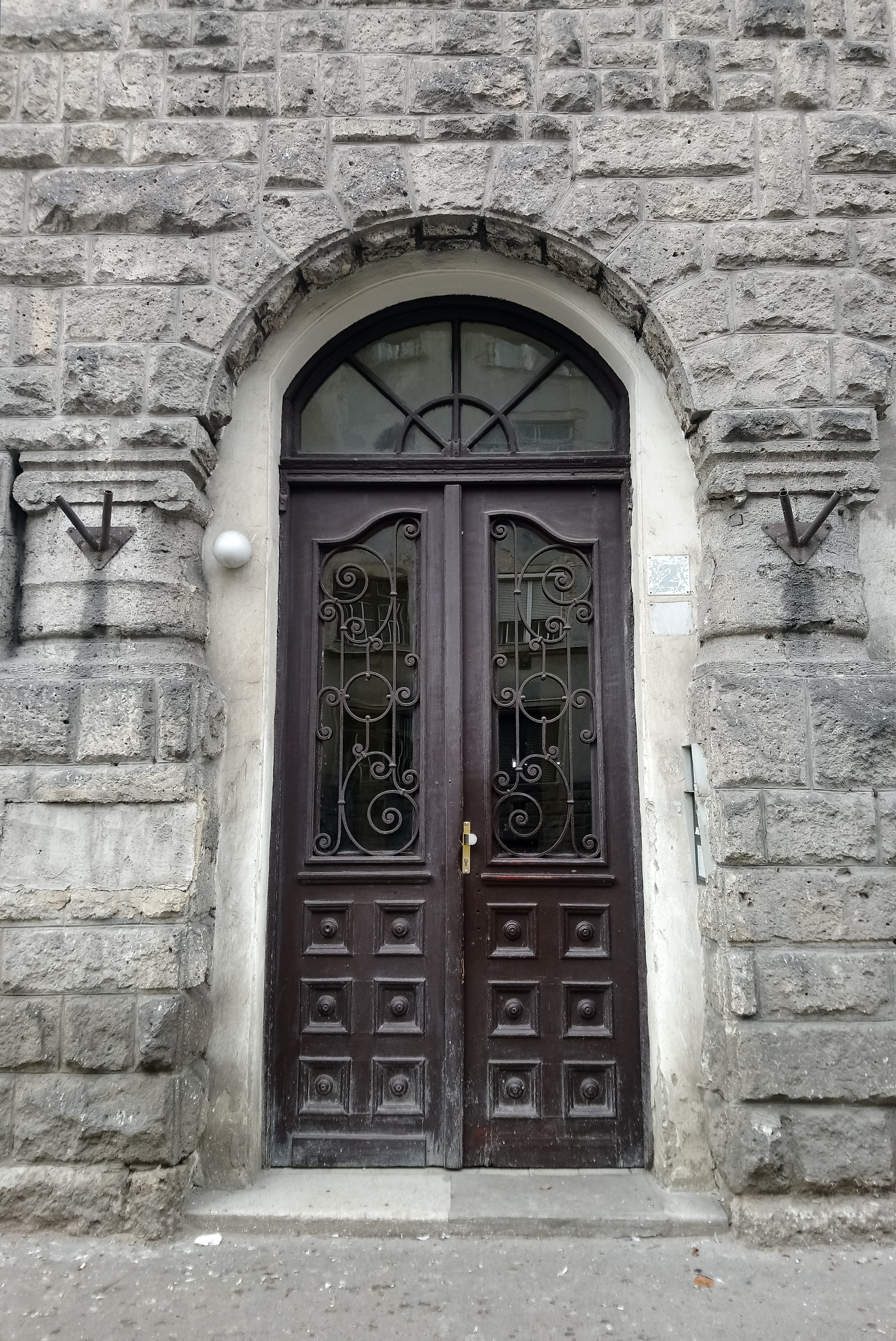
A 2. szám bejárata